# استیو کالینز (بازیکن فوتبال)
استیو کالینز (انگلیسی: Steve Collins؛ زادهٔ ۲۱ مارس ۱۹۶۲) بازیکن فوتبال اهل بریتانیا است.
از باشگاه‌هایی که در آن بازی کرده‌است می‌توان به باشگاه فوتبال پیتربورو یونایتد، باشگاه فوتبال ساوتند یونایتد، باشگاه فوتبال لینکولن سیتی، باشگاه فوتبال کوربی تاون، باشگاه فوتبال استمفورد، باشگاه فوتبال کترینگ تاون، و باشگاه فوتبال بوستون یونایتد اشاره کرد.